# Ternstroemia dura
Ternstroemia dura är en tvåhjärtbladig växtart som beskrevs av Henry Allan Gleason. Ternstroemia dura ingår i släktet Ternstroemia och familjen Pentaphylacaceae. Inga underarter finns listade i Catalogue of Life.